# Hans Lilie
Hans Lilie (* 18. August 1949 in Duderstadt) ist ein deutscher Rechtswissenschaftler. Er war bis zu seiner Emeritierung im Jahr 2014 Professor für Strafrecht, Strafprozessrecht, Rechtsvergleichung und Medizinrecht an der Universität Halle-Wittenberg. Er ist Direktor des Interdisziplinären Wissenschaftlichen Zentrums Medizin-Ethik-Recht an der Universität Halle-Wittenberg und Leiter der Vertrauensstelle Transplantationsmedizin bei der Bundesärztekammer, des GKV-Spitzenverbandes und der Deutschen Krankenhausgesellschaft. Seit dem 1. Januar 2016 ist er Ombudsmann des Universitätsklinikum Leipzig und seit dem 1. Februar 2020 Compliance-Beauftragter der KV Berlin.
Hans Lilie ist Of Counsel der Kanzlei Kiesgen-Millgramm Rechtsanwälte in Leipzig mit dem Arbeitsschwerpunkt Compliance im Gesundheitssystem.

## Werdegang
Von 1971 bis 1977 studierte Hans Lilie Rechtswissenschaft an der Universität Göttingen und war studentische Hilfskraft bei Hans-Ludwig Schreiber. 1977 absolvierte er die Erste Juristische Staatsprüfung. Anschließend war er von 1977 bis 1978 wissenschaftlicher Assistent am Lehrstuhl von Hans-Ludwig Schreiber. Darauf folgte von 1978 bis 1979 ein Stipendium an der Law School der University of California. 1980 wurde er mit der Arbeit Ärztliche Dokumentationspflicht und Informationsrechte des Patienten – Eine arztrechtliche Studie zum deutschen und amerikanischen Recht an der Universität Göttingen promoviert.
Nach der Zweiten Juristischen Staatsprüfung 1981 war Hans Lilie Hochschulassistent bei Hans-Ludwig Schreiber an der Forschungsstelle für Arztrecht und Arzneimittelrecht an der Juristischen Fakultät der Universität Göttingen. Dort habilitierte sich Hans Lilie im Februar 1990 mit der Arbeit Obiter dictum und Divergenzausgleich im Strafverfahren. Die Juristische Fakultät der Universität Göttingen verlieh ihm die Venia legendi für die Fächer Strafrecht, Strafprozessrecht und Rechtsvergleichung.
Anschließend vertrat er eine C4-Professur am Fachbereich Rechtswissenschaften der Universität Hannover. Zugleich hielt Lilie ab 1991 Vorlesungen an der Universität Halle-Wittenberg. Ab dem Sommersemester 1991 übernahm er die Vertretung einer C3-Professur an der Juristischen Fakultät der Universität Göttingen und erhielt gleichzeitig einen Lehrauftrag an der Universität Halle-Wittenberg. Im Wintersemester 1991/1992 vertrat er die Gründungsprofessur Strafrecht an dieser Universität. 1992 wurde er zum Gründungsprofessor für Strafrecht, Strafprozessrecht, Rechtsvergleichung und Medizinrecht an der Juristischen Fakultät dieser Universität ernannt. 1995 bis 1996 war Hans Lilie Dekan seiner Fakultät.
Hans Lilie war von September 1992 bis Dezember 2005 Richter am Landgericht Halle im zweiten Hauptamt. Er war in dieser Zeit Mitglied der Großen Strafkammer als Schwurgericht.
2001 gründete Hans Lilie das Interdisziplinäre Zentrum Medizin-Ethik-Recht an der Martin-Luther-Universität Halle-Wittenberg, das er bis zu seiner Emeritierung als geschäftsführender Direktor leitete. Er ist Mitglied des Direktoriums des Interdisziplinären Zentrum Medizin-Ethik-Recht.

## Ehrungen
- Hans Lilie wurde 2012 mit dem Bundesverdienstkreuz 1. Klasse ausgezeichnet.[4]
- 2014: Verdienstmedaille des Deutschen Studentenwerks[5]
- 2015 Ehrennadel der Ärztekammer Sachsen-Anhalt[6]
- 2019: Ehrenzeichen der deutschen Ärzteschaft[7][8]

## Mitgliedschaften
Hans Lilie war seit August 1992 Vorsitzender des Verwaltungsrates des Studentenwerkes Halle. Beim Deutschen Studentenwerk wirkte er acht Jahre im Vorstand, davon sechs Jahre ab 2006 als Vizepräsident.
Von September 1995 bis März 2005 war Hans Lilie Präsident und bis Oktober 2011 war er Vizepräsident der Deutsch-Koreanischen Juristischen Gesellschaft.
Seit Oktober 1998 ist er Mitglied des Arbeitskreises der sogenannten Alternativprofessorinnen und -professoren (AE). Darüber hinaus war Hans Lilie seit 2001 für mehrere Jahre Mitglied der Großen Strafrechtskommission des Deutschen Richterbundes.
Von Februar 2002 bis November 2006 war Hans Lilie Mitglied der Ständigen Kommission Organtransplantation der Bundesärztekammer und von Dezember 2006 bis Dezember 2018 war er Vorsitzender der Ständigen Kommission Organtransplantation der Bundesärztekammer.
Von Februar 2002 bis Dezember 2004 war er Mitglied der Deutschen Delegation des Auswärtigen Amtes im Ad Hoc Committee der Vereinten Nationen „A Convention against Reproductive Cloning“.
Von November 2012 bis Februar 2020 war Hans Lilie stellvertretender Vorsitzender des Stiftungsrates der Deutschen Stiftung Organtransplantation und Mitglied des Ausschusses Transplantation und Organspende der Ärztekammer des Landes Sachsen-Anhalt.

## Veröffentlichungen, Herausgeberschaften (Auswahl)
- Ärztliche Dokumentation und Informationsrechte des Patienten. Eine ärztrechtliche Studie zum deutschen und amerikanischen Recht (= Recht und Medizin. Band 5). Lang, 1980, ISBN 3-8204-6087-X, ISSN 0172-116X (Zugl.: Göttingen, Univ., Jur. Fak., Diss., 1979/80 u.d.T.: Hans Lilie: Ärztliches Zeugnisverweigerungsrecht).
- Obiter dictum und Divergenzausgleich in Strafsachen. Ein Spannungsfeld zwischen Revisionsrecht und Gerichtsverfassungsrecht. Carl Heymanns Verlag, Köln u. a. 1993, ISBN 3-452-22236-5 (Zugl.: Göttingen, Univ., Habil.-Schr., 1989/90).
- Hans_Lilie (Hrsg.): Recht und Rechtsverwirklichung nach dem Umbruch (= Hallesche Schriften zum Recht. Band 8). Carl Heymanns Verlag, Köln u. a. 1999, ISBN 3-452-24302-8 (Konferenzschrift, 1996, Halle).
- Hans Lilie, Gerfried Fischer: Ärztliche Verantwortung im europäischen Rechtsvergleich (= Hallesche Schriften zum Recht. Band 7). Carl Heymanns Verlag, Köln u. a. 1999, ISBN 3-452-24230-7.
- Hans Lilie, Joachim Radke: Lexikon Medizin und Recht. juristische Fachbegriffe für Mediziner. Thieme, Stuttgart / New York 2005, ISBN 3-13-129741-7.
- Hans-Ludwig Schreiber: Schriften zur Rechtsphilosophie, zum Strafrecht und zum Medizin- und Biorecht. Hrsg.: Hans Lilie, Henning Rosenau (= Recht und Medizin. Band 116). PL Acad. Research, 2013, ISBN 978-3-631-64276-4, ISSN 0172-116X.

Darüber hinaus ist Hans Lilie Herausgeber der Schriftenreihe Recht und Medizin im Peter Lang Verlag, der Schriftenreihe Medizin-Ethik-Recht und Mitherausgeber der Juristischen Rundschau.